# Georg (satellite)
Pour les articles homonymes, voir Georg.
Georg (Geheimes Elektro-Optisches Reconnaissance System Germany) est un programme militaire de satellites d'observation allemand. Le lancement des satellites est prévu vers 2025.

## Historique

### L'échec du programme germano-américain HiROS
Un projet de programme d'observation par satellites au profit des services de renseignement allemands en collaboration avec celui américain débute sous l'appellation d'HiROS. L'origine de ce projet remonte à 2009. À la suite de pressions françaises et faute de financement, ce projet est abandonné en 2012.

### La dépendance aux satellites des pays partenaires
L'Allemagne dispose de capacités industrielles et techniques dans le domaine du radar, mis en œuvre notamment sur les satellites SAR-Lupe et SARah. Bien qu'une image radar apporte de riches informations, une telle image seule reste difficile à interpréter et requiert de fait une image optique pour en faciliter l'exploitation.
En conséquence, l'Allemagne développe des partenariats et peut ainsi obtenir des images haute-résolution par les États-Unis et la France notamment. Avec cette dernière, grâce à l'accord de Schewrin signé en 2002, les services de renseignement militaires au sein de la Bundeswehr accèdent notamment à des images optiques du système français Helios 2. De manière tacite, cet accord est renouvelé dans son esprit en 2015 avec la participation financière allemande à la Composante spatiale optique assortie pour l'Allemagne d'un leadership sur le futur MALE 2020 européen, en échange pour la France d'un droit d'accès à la future constellation SARah.
Pour ne pas à avoir à dépendre d'autres partenaires dans un domaine aussi sensible que le renseignement, le Bundestag décide le 21 juin 2017 de financer au profit du Service fédéral de renseignement (BND) l'acquisition de satellites de renseignement. Pour l'Allemagne, l'accord qui la lie avec la France n'est pas remis en cause puisque dans le cas de Georg, le client est le BND (service fédéral de renseignement), placé sous l'autorité de la chancellerie et non du ministère de la Défense allemand qui lui est toujours lié à l'accord de Schwerin.

## Segment spatial
Le segment spatial s'articule autour de deux satellites optiques. Initialement prévu vers 2022, le lancement des satellites devrait avoir lieu vers 2025. La résolution spatiale est de 30 cm.

## Aspects industriels
Trois industriels répondent à l'appel d'offres du BND : Airbus Defence and Space (ADS), l'allemand OHB-System et l'israélien Israel Aerospace Industries (IAI). En novembre 2017, OHB-System est sélectionné pour la réalisation des satellites. Le coût du programme est estimé à 400 millions d'euros.
Sur le plan européen, le domaine de l'observation optique par satellite dominé par les français Airbus Defence and Space (ADS) et Thales Alenia Space voit désormais un nouveau concurrent pour les exportations avec l'arrivée d'OHB-Systems dans ce secteur.